# Язевка (приток Ануя)
Язевка — река в России, протекает по Солонешенскому району Алтайского края. Исток реки находится на Бащелакском хребте. Устье реки находится в 244 км по левому берегу реки Ануй, на западе села Солонешное, центра Солонешенского района. Длина — 16 км.

## Хозяйственное использование
В начале 1970-х годов Солонешенский районный потребительский союз построил в низовьях реки каскад из четырёх прудов для разведения рыбы карповых пород. В настоящее время каскад заброшен, силами энтузиастов-рыболовов поддерживаются лишь два пруда из четырёх. Зарыбление не осуществляется.

## Данные водного реестра
По данным государственного водного реестра России относится к Верхнеобскому бассейновому округу, водохозяйственный участок реки — Обь от слияния рек Бия и Катунь до города Барнаул, без реки Алей, речной подбассейн реки — бассейны притоков (Верхней) Оби до впадения Томи. Речной бассейн реки — (Верхняя) Обь до впадения Иртыша.